# 贝内希莱斯
贝内希莱斯，是西班牙卡斯蒂利亚-莱昂萨莫拉省的一个市镇。 总面积23平方公里，总人口410人（2001年），人口密度18人/平方公里。